# حلقه بنیادی

یک مثال از حلقه بنیادی در آران ای

حلقه‌های بنیادی یا stem-loopالگویی است که می‌تواند در دی ان ای تک رشته‌ای و البته بیشتر در آر ان ای رخ دهد. این ساختار را به عنوان سنجاق سر (hairpin) یا حلقه سنجاق سری (hairpin-loop) نیز معرفی می‌شود. ساختار ذکرشده زمانی به وجود می‌آید که دو ناحیه از یک رشته، که معمولاً وقتی آنها را در دنباله نوکلئوتیدی از دو جهت مخالف می‌خوانیم مکمل یکدیگر هستند، به شکل یک فنر دوتایی جفت شوند به طوری که در انتهایشان یک حلقه جفت نشده دیده شود. این الگوها عموماً بخش کلیدی برای بسیاری از ساختار دوم آر ان ای هستند.

## شکل ساختار و استحکام
شکل یک حلقه بنیادی به استحکام آن بر اساس ناحیه مارپیچ و حلقه انتهایی آن وابسته است. اولین پیش نیاز برای این ساختار وجود دنباله‌ای است که بتواند روی خود تا بخورد و فرم یک مارپیچ دوتایی جفت شده را به وجود آورد. استحکام این مارپیچ به کمک طول آن، تعداد بازهای جفت نشده موجود (که تعداد کمی از آنها به خصوص در مارپیچ‌های بلند قابل قبول هستند) و نوع بازهای موجود در ناحیه جفت شده مشخص می‌گردد. جفت گوانین و سیتوزین سه پیوند هیدروژنی ایجاد می‌کند و بسیار محکم تر از جفت آدنین و اوراسیل با دو پیونn هیدروژنی است. در اسید ریبونوکلئیک (RNA) جفت گوانین و اوراسیل با دو پیوند هیدروژنی نیز مرسوم و مطلوب است. اثر متقابل بازهای جفت شده، که اوربیتال پی را در جهت مطلوب همتراز می‌کنند، فرم مارپیچ ا به وجود می‌آورند.
استحکام حلقه انتهایی نیز در فرم حلقه بنیادی مؤثر است. «حلقه» با کمتر از چهار باز تشکیل نمی‌شود. حلقه‌های بزرگ که ساختار خاصی ندارند (مانند شبه گره‌ها) نیز پایدار نیستند. یک حلقه بهینه از ۴ الی ۸ باز تشکیل شده است. حلقه رایج با دنباله UUCG با نام حلقه تترا (tetraloop) شناخته می‌شود که با توجه به اثر متقابل بازهای موجود خود به طور خاص پایدار است.

## محتوای ساختاری
حلقه‌های بنیادی در mRNA و به خصوص در tRNA، که شامل سه حلقه بنیادی و یک دنباله است و فرم برگ شبدری دارد، رخ می‌دهد. یک آنتی کدون که کدون‌ها (codon) را در طول فرایند ترجمه تشخیص می‌دهد در یکی از حلقه‌های جفت نشده tRNA وجود دارد. در شبه گره موجود در آر ان ای دو حلقه بنیادی وجود دارد که حلقه یکی از آنها بخشی از دیگری را تشکیل می‌دهد.
بسیاری از ریبوزوم‌ها از حلقه‌های بنیادی تشکیل شده‌اند. ریبوزوم سرچکشی (hammerhead ribozyme) نیز از سه حلقه بنیادی تشکیل شده است که در یک حلقه مرکزی جفت نشده به یکدیگر متصل می‌شوند.
ساختار حلقه بنیادی در mRNA در سایت اتصال ریبوزوم (ribosome binding site) رخ می‌دهد و آغاز ترجمه (translation)را کنترل می‌کند.

## مثال
---CCTGCXXXXXXXGCAGG---
که می‌تواند شکل زیر را به خود بگیرد:
```
---C G---
 C G
 T A
 G C
 C G
 X X
 X X
 X X
 X
```

مثال طولانی‌تر دیگری که می‌تواند فرم حلقه بنیادی را به خود بگیرد در زیر آمده است:
GCCGCGGGCCG AAAAAACCCCCC CGGCCCGCGGC